# 요르단열곡

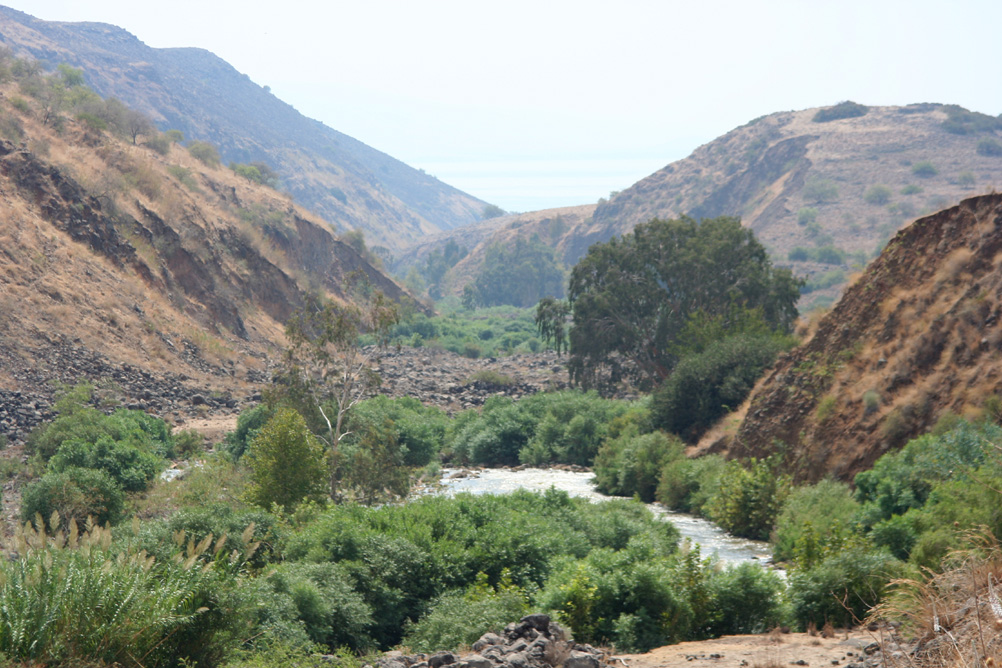
비카트 하야르덴에서 바라본 요르단계곡.

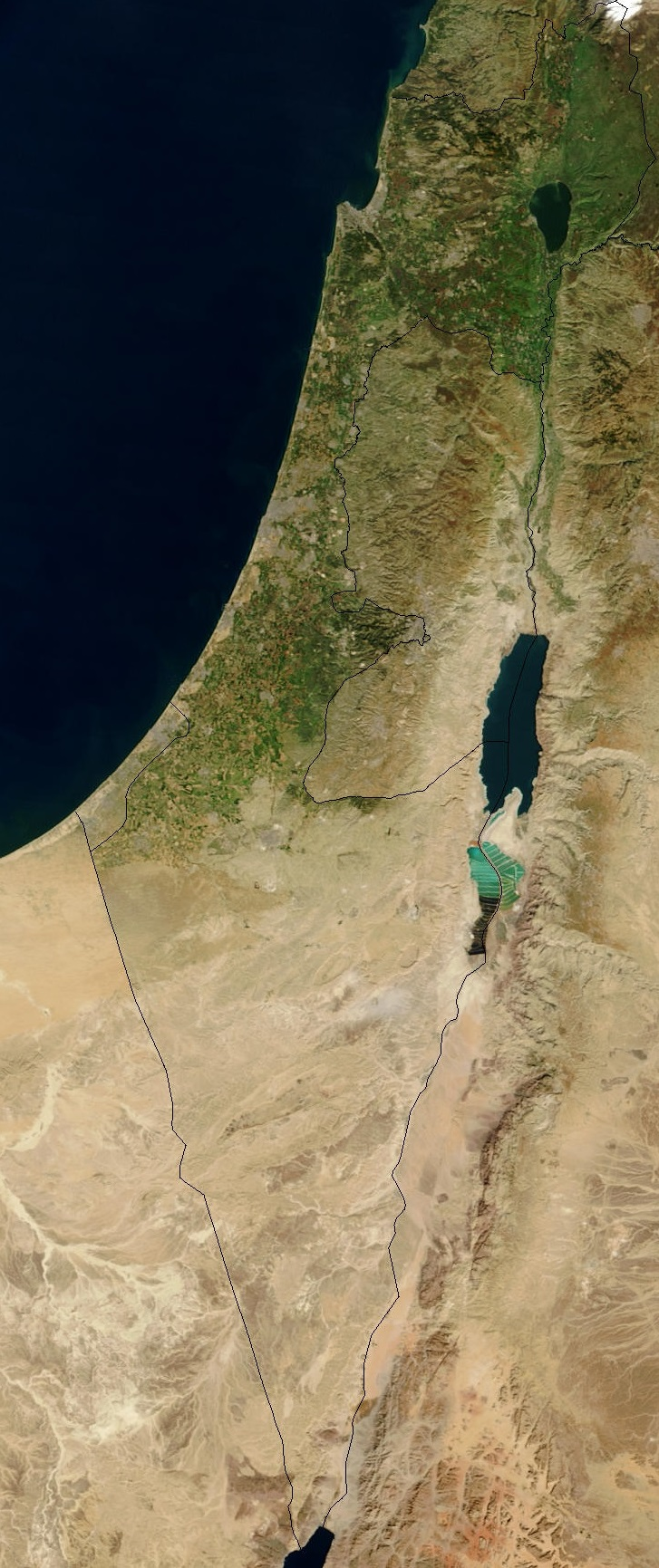
2003년 촬영한, 요르단열곡을 보여주는 위성 사진.

요르단열곡(영어: Jordan Rift Valley)은 이스라엘, 요르단, 서안 지구에 위치한 함몰대로, 요르단강의 발원지부터, 훌라계곡, 코라짐, 갈릴래아호, 요르단계곡, 사해, 아라바, 아카바만을 거쳐, 티란해협에서 홍해와 만날 때까지 이어진다.

## 지질학적 역사

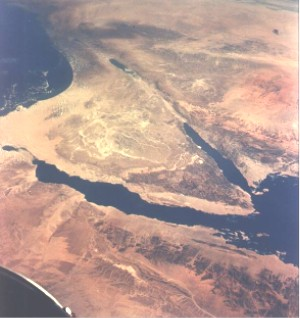
대지구대의 북부. 시나이반도가 사진 중앙에 있으며, 그 위에 사해와 요르단강이 있다.

요르단열곡은 마이오세 시기, 아라비아판이 아프리카에서 북동쪽으로 이동하며 생겨났다. 생성 후 100만 년 후에는 지중해와 요르단열곡 사이의 땅이 융기하여, 땅이 해수에 덮이지 않게 되었다.
올리고세 이후 요르단열곡이 생성되며 발생한 지질적 및 환경적 변화는 깊은 곳에 보존된 퇴적물과 자성암에서 볼 수 있다. 분지 주변의 노두는 퇴적-침식 과정이 계속 반복하여 일어났음을 보여준다.
요르단열곡에서 가장 낮은 지점은 사해로, 해수면에서 790 m 밑에 있다. 사해 해안의 고도는 해수면 밑 400 m로, 지구상에서 고도가 가장 낮은 지역이며, 동서 양쪽에서 고도가 1,000 m 이상 급격하게 증가한다. 이로 인해 열곡을 통과하는 도로는 좁고 험한 도로 몇만 존재한다. 사해 북부는 요르단강에서 공급되는 물과, 계곡 측부에 위치한 많은 샘으로 인해, 예전부터 농업이 주로 이루어지던 곳이다.

### 사해 변환단층
요르단열곡을 따라가는 판 경계는 사해 변환단층 또는 사해 열곡이라고 부른다. 이 판 경계는 아라비아판과 아프리카판을 나누며, 홍해에 있는 판 경계(홍해열곡)와 튀르키예에 있는 동아나톨리아 단층을 연결한다.
하안단구, 도랑, 고고학적 특징 등의 관찰 결과를 바탕으로, 일반적으로 사해 변환단층은 아라비아판이 북쪽으로 105 km 이동한 변환단층이라고 보고 있다. GPS 측정을 통해서도 아라비아판이 아프리카판에 대해 상대적으로 이동하고 있음을 알 수 있다. 또한, 사해 변환단층대가 홍해열곡이 만들어지기 시작하는 북쪽 끝 지점이라는 가설도 제기되었다.
1033년 요르단열곡에서 규모 7.3의 지진이 발생했는데, 현대에는 사해 변환단층을 따라 발생한 것으로 추정하고 있다. 이 지진으로 인해 지진해일이 발생하였으며, 약 7만 명이 사망하였다.

### 미래의 위험성

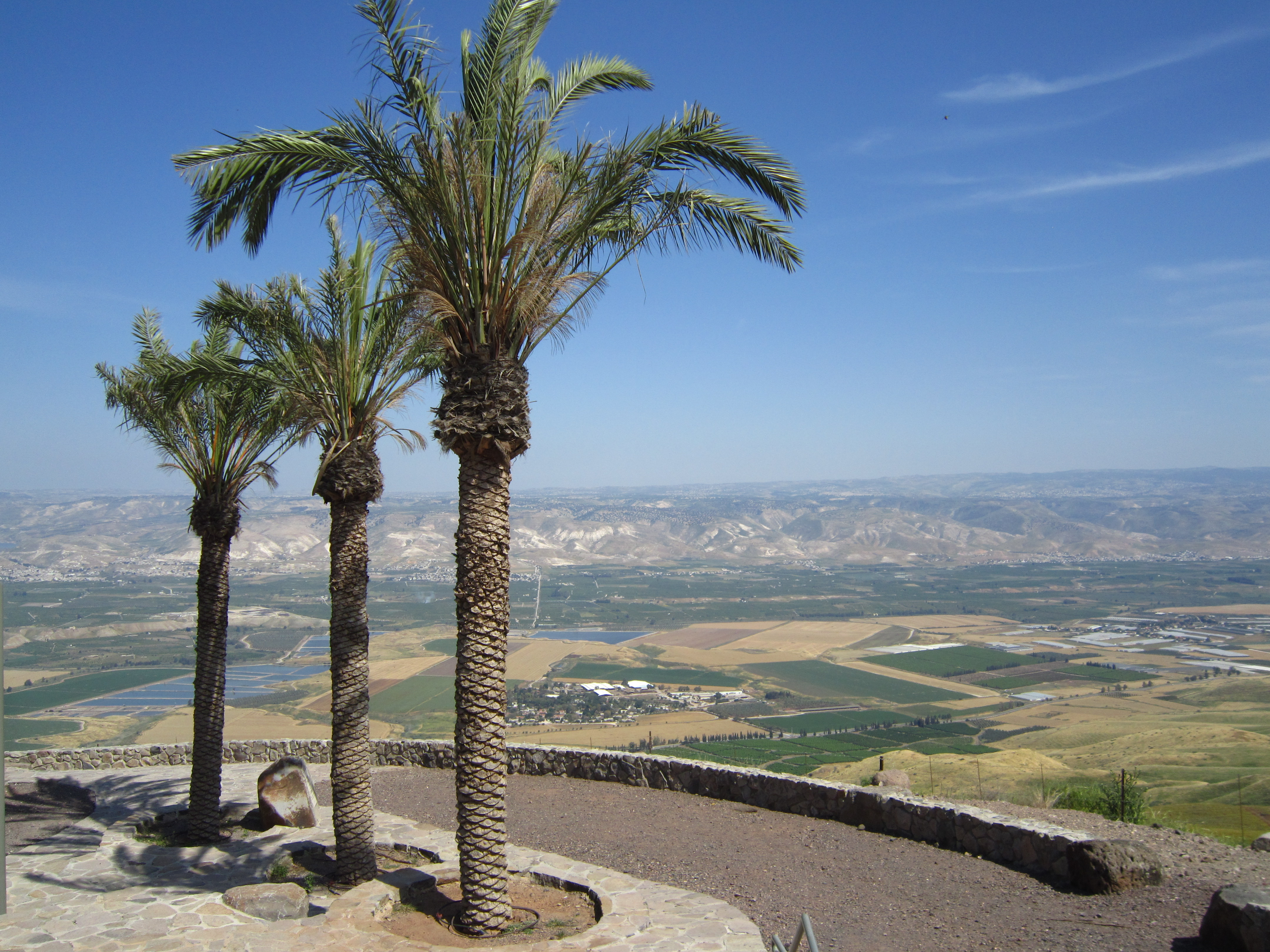
요르단계곡을 바라본 사진.

1033년 지진 당시, 지진의 규모와, 판이 연평균 4.9 ± 0.2 mm 미끌린다는 점을 고려하여, 판이 약 5 m 가량 미끌린 것으로 추정하고 있다. 현재도 단층대를 따라 110 km × 20 km 영역에서 3,5 ~ 5 m 가량 판이 미끌릴 가능성이 있는데, 이 경우 발생하는 지진의 규모는 7.4에 달한다.
2020년 말, 텔아비브 대학교의 연구진은 요르단열곡 지역에 규모 6.5의 지진이 발생해 사망자가 다수 생길 가능성이 있다고 밝혔는데, 요르단계곡 지역에서의 대규모 지진 (규모 7.5 기준) 발생 빈도는, 기존에는 약 1만 년에 한 번으로 보았으나, 이 값이 실제로는 1,300 ~ 1,400년에 더 가까울 것이라고 주장하였다. 당시 이스라엘 국가 통제관이었던 요세프 샤피라는 안전 조치가 취해지지 않으면 대규모 지진으로 인해 이스라엘에서 높게는 7,000명까지 사망할 가능성이 있다고 말하였다. 이스라엘이 2011년, 2004년, 2011년 발행한 보고서에는 이스라엘이 오래 된 건물을 보강하기 위한 조치를 아무것도 취하지 않았다는 내용이 담겼으며, 2008년 이스라엘 정부는 병원과 학교를 우선적으로 재건축하겠다고 발표하였으나, 실제로 취해진 조치는 없었다.

## 기후
| 사해 세돔 (-390m)의 기후            | 사해 세돔 (-390m)의 기후 | 사해 세돔 (-390m)의 기후 | 사해 세돔 (-390m)의 기후 | 사해 세돔 (-390m)의 기후 | 사해 세돔 (-390m)의 기후 | 사해 세돔 (-390m)의 기후 | 사해 세돔 (-390m)의 기후 | 사해 세돔 (-390m)의 기후 | 사해 세돔 (-390m)의 기후 | 사해 세돔 (-390m)의 기후 | 사해 세돔 (-390m)의 기후 | 사해 세돔 (-390m)의 기후 | 사해 세돔 (-390m)의 기후 |
| 월                                  | 1월                      | 2월                      | 3월                      | 4월                      | 5월                      | 6월                      | 7월                      | 8월                      | 9월                      | 10월                     | 11월                     | 12월                     | 연간                     |
| ----------------------------------- | ------------------------ | ------------------------ | ------------------------ | ------------------------ | ------------------------ | ------------------------ | ------------------------ | ------------------------ | ------------------------ | ------------------------ | ------------------------ | ------------------------ | ------------------------ |
| 역대 최고 기온 °C (°F)              | 26.4 (79.5)              | 30.4 (86.7)              | 33.8 (92.8)              | 42.5 (108.5)             | 45.0 (113.0)             | 46.4 (115.5)             | 47.0 (116.6)             | 44.5 (112.1)             | 43.6 (110.5)             | 40.0 (104.0)             | 35.0 (95.0)              | 28.5 (83.3)              | 47.0 (116.6)             |
| 일평균 최고 기온 °C (°F)            | 20.5 (68.9)              | 21.7 (71.1)              | 24.8 (76.6)              | 29.9 (85.8)              | 34.1 (93.4)              | 37.6 (99.7)              | 39.7 (103.5)             | 39.0 (102.2)             | 36.5 (97.7)              | 32.4 (90.3)              | 26.9 (80.4)              | 21.7 (71.1)              | 30.4 (86.7)              |
| 일일 평균 기온 °C (°F)              | 16.6 (61.9)              | 17.7 (63.9)              | 20.8 (69.4)              | 25.4 (77.7)              | 29.4 (84.9)              | 32.6 (90.7)              | 34.7 (94.5)              | 34.5 (94.1)              | 32.4 (90.3)              | 28.6 (83.5)              | 23.1 (73.6)              | 17.9 (64.2)              | 26.1 (79.0)              |
| 일평균 최저 기온 °C (°F)            | 12.7 (54.9)              | 13.7 (56.7)              | 16.7 (62.1)              | 20.9 (69.6)              | 24.7 (76.5)              | 27.6 (81.7)              | 29.6 (85.3)              | 29.9 (85.8)              | 28.3 (82.9)              | 24.7 (76.5)              | 19.3 (66.7)              | 14.1 (57.4)              | 21.9 (71.4)              |
| 역대 최저 기온 °C (°F)              | 5.4 (41.7)               | 6.0 (42.8)               | 8.0 (46.4)               | 11.5 (52.7)              | 19.0 (66.2)              | 23.0 (73.4)              | 26.0 (78.8)              | 26.8 (80.2)              | 24.2 (75.6)              | 17.0 (62.6)              | 9.8 (49.6)               | 6.0 (42.8)               | 5.4 (41.7)               |
| 평균 강수량 mm (인치)               | 7.8 (0.31)               | 9.0 (0.35)               | 7.6 (0.30)               | 4.3 (0.17)               | 0.2 (0.01)               | 0.0 (0.0)                | 0.0 (0.0)                | 0.0 (0.0)                | 0.0 (0.0)                | 1.2 (0.05)               | 3.5 (0.14)               | 8.3 (0.33)               | 41.9 (1.65)              |
| 평균 강수일수                       | 3.3                      | 3.5                      | 2.5                      | 1.3                      | 0.2                      | 0.0                      | 0.0                      | 0.0                      | 0.0                      | 0.4                      | 1.6                      | 2.8                      | 15.6                     |
| 평균 상대 습도 (%)                  | 41                       | 38                       | 33                       | 27                       | 24                       | 23                       | 24                       | 27                       | 31                       | 33                       | 36                       | 41                       | 32                       |
| 출처: Israel Meteorological Service |                          |                          |                          |                          |                          |                          |                          |                          |                          |                          |                          |                          |                          |

| 길갈 (−255m)의 기후                 | 길갈 (−255m)의 기후 | 길갈 (−255m)의 기후 | 길갈 (−255m)의 기후 | 길갈 (−255m)의 기후 | 길갈 (−255m)의 기후 | 길갈 (−255m)의 기후 | 길갈 (−255m)의 기후 | 길갈 (−255m)의 기후 | 길갈 (−255m)의 기후 | 길갈 (−255m)의 기후 | 길갈 (−255m)의 기후 | 길갈 (−255m)의 기후 | 길갈 (−255m)의 기후 |
| 월                                  | 1월                 | 2월                 | 3월                 | 4월                 | 5월                 | 6월                 | 7월                 | 8월                 | 9월                 | 10월                | 11월                | 12월                | 연간                |
| ----------------------------------- | ------------------- | ------------------- | ------------------- | ------------------- | ------------------- | ------------------- | ------------------- | ------------------- | ------------------- | ------------------- | ------------------- | ------------------- | ------------------- |
| 역대 최고 기온 °C (°F)              | 28.0 (82.4)         | 33.5 (92.3)         | 40.5 (104.9)        | 44.7 (112.5)        | 46.5 (115.7)        | 47.5 (117.5)        | 48.1 (118.6)        | 49.0 (120.2)        | 45.7 (114.3)        | 44.2 (111.6)        | 37.9 (100.2)        | 32.5 (90.5)         | 49.0 (120.2)        |
| 일평균 최고 기온 °C (°F)            | 20.1 (68.2)         | 21.6 (70.9)         | 25.6 (78.1)         | 30.3 (86.5)         | 35.6 (96.1)         | 38.7 (101.7)        | 40.4 (104.7)        | 40.0 (104.0)        | 37.7 (99.9)         | 33.8 (92.8)         | 27.7 (81.9)         | 22.1 (71.8)         | 31.1 (88.1)         |
| 일일 평균 기온 °C (°F)              | 14.5 (58.1)         | 15.5 (59.9)         | 18.7 (65.7)         | 22.8 (73.0)         | 27.3 (81.1)         | 30.5 (86.9)         | 32.4 (90.3)         | 32.5 (90.5)         | 30.5 (86.9)         | 26.9 (80.4)         | 21.1 (70.0)         | 16.4 (61.5)         | 24.1 (75.4)         |
| 일평균 최저 기온 °C (°F)            | 8.9 (48.0)          | 9.4 (48.9)          | 11.8 (53.2)         | 15.3 (59.5)         | 19.1 (66.4)         | 22.3 (72.1)         | 24.5 (76.1)         | 25.0 (77.0)         | 23.2 (73.8)         | 19.9 (67.8)         | 14.4 (57.9)         | 10.6 (51.1)         | 17.0 (62.7)         |
| 역대 최저 기온 °C (°F)              | 0.3 (32.5)          | 0.0 (32.0)          | 2.5 (36.5)          | 3.0 (37.4)          | 11.2 (52.2)         | 15.2 (59.4)         | 20.0 (68.0)         | 19.5 (67.1)         | 14.0 (57.2)         | 12.1 (53.8)         | 4.6 (40.3)          | 0.2 (32.4)          | 0.0 (32.0)          |
| 출처: Israel Meteorological Service |                     |                     |                     |                     |                     |                     |                     |                     |                     |                     |                     |                     |                     |

## 같이 보기
- 대지구대